# Alpine A110
De Alpine A110, ook wel bekend als de "Berlinette", is een sportauto gemaakt door het Franse automerk Alpine.

## Geschiedenis
De Alpine A110 werd in 1962 geïntroduceerd op de Mondial de l'Automobile in Parijs als opvolger van de Alpine A108. Net zoals zijn voorganger was de A110 grotendeels gebaseerd op onderdelen van Renault.
De grote bekendheid van de A110 kwam echter pas rond 1970, toen de grote rally successen begonnen. Na eerste vele rally's in Frankrijk te hebben gewonnen werden ook vele winsten behaald op internationaal niveau. De bekendste overwinning was die van de Rally van Monte Carlo in 1971 met als bestuurder de uit Zweden afkomstige Ove Andersson.
Maar daar zou het niet alleen bij blijven. Nadat Renault Alpine volledig had overgenomen werd de auto ingeschreven voor het Wereldkampioenschap Rally en werd de A110 in 1973 de eerste auto ooit die het Wereldkampioenschap won.
De Alpine is niet alleen in de fabriek van Alpine zelf gemaakt, maar ook in vele andere fabrieken over de hele wereld die de auto in licentie bouwden.

## Motoren

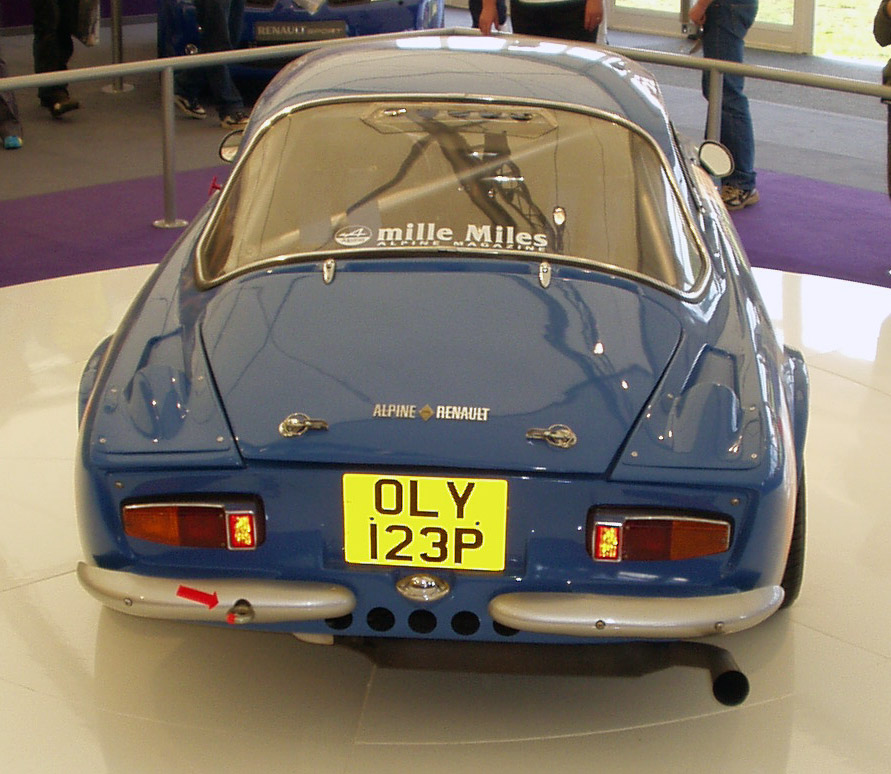
De achterkant van een A110

De Alpine A110 is gebouwd met vele motoren.
| Naam                 | Jaar       | Inhoud in cc | Vermogen in kW |
| -------------------- | ---------- | ------------ | -------------- |
| A110 1100 "70"       | 1964-1969  | 1108         | 49             |
| A110 1100 "100"      | 1965-1968  | 1108         | 71             |
| A110 1300 S          | 1965-1971  | 1296         | 89             |
| Alpine A110 1300 G   | 1967-1971  | 1255         | 78             |
| Alpine A110 1500     | 1967-1968  | 1470         | 61             |
| Alpine A110 1600     | 1969-1970  | 1565         | 69             |
| Alpine A110 1300 V85 | 1969-einde | 1289         | 60             |
| Alpine A110 1600S    | 1970-1973  | 1565         | 103            |
| Alpine A110 1600S    | 1967-1968  | 1470         | 61             |
| Alpine A110 1600     | 1973-1975  | 1605         | 100            |
| Alpine A110 1600S SI | 1974-1975  | 1605         | 100            |
| Alpine A110 1600S SX | 1976-einde | 1647         | 69             |

Van alle versies is de Alpine A110 V85 het meest verkocht. De modellen die gebruikt werden voor de internationale rally kampioenschappen gebruikten vaak motoren met meer vermogen.